# Carina Wagner
Carina Angelika Victoria Wagner (* 27. Januar 2003) ist eine deutsche Fußballspielerin.

## Karriere
Wagner spielte in ihrer Jugend – zuletzt und bis zum Saisonende 2020/21 – für den SC Regensburg. Ein einziges Mal – und damit Premiere im Seniorinnenbereich – spielte sie für die zweite Mannschaft des Vereins. Am 22. September 2019 (3. Spieltag) gehörte sie der Mannschaft an, die das Punktspiel in der Bezirksoberliga Oberpfalz beim Sportverein aus Leonberg mit 4:2 gewann; sie wurde für Jenny Wagenknecht-Hirth in der 46. Minute eingewechselt.
Vom FC Wacker Innsbruck zur Saison 2021/22 verpflichtet, kam sie zunächst für die Zweitvertretung, dem FC Wacker Innsbruck 1b, am 19. September 2021 (3. Spieltag) beim 1:1-Unentschieden im Auswärtsspiel gegen den FC Bergheim 1b in der Future League zu ihrem ersten Spiel im Ausland.
Am 25. September 2021 kam sie zweimal in Punktspielen zum Einsatz; nachdem sie mit den zweiten 45 Minuten (Einwechslung für die Marokkanerin Yasmin Ben Houssine) für die erste Mannschaft bei der 1:4-Niederlage im Heimspiel gegen den SK Sturm Graz ihr Pflichtspiel- und Bundesligadebüt gegeben hatte, kam sie 30 Minuten (!) später für die zweite Mannschaft an selber Spielstätte (Sportplatz Wiesengasse C) gegen die Akademie Steiermark-Sturm Graz bei der 0:8-Niederlage über 90 Minuten zum Einsatz.
In ihrem vierten Bundesligaspiel am 17. Oktober 2021 (7. Spieltag) erzielte sie bei der 1:6-Niederlage im Auswärtsspiel gegen den FK Austria Wien mit dem Treffer zum 1:3 in der 68. Minute ihr einziges Bundesligator. Anschließend, bis zum 16. April 2022, wurde sie in drei weiteren Punkt- und ihren ersten drei Pokalspielen eingesetzt. Ihr weiterer Werdegang lässt sich nicht (näher) nachvollziehen.